# The Pod Generation
Pour plus de détails, voir Fiche technique et Distribution.
The Pod Generation est une comédie romantique française, belge et américaine réalisée par Sophie Barthes, sortie en 2023.

## Synopsis
Rachel et Alvy envisagent d'avoir une enfant à l'aide d'un Pod, une nouvelle technologie permettant aux femmes d'avoir des enfants sans être enceintes.

## Fiche technique
Sauf indication contraire, les informations mentionnées dans cette section peuvent être confirmées par les bases de données cinématographiques IMDb et Allociné,  présentes dans la section « Liens externes ».
- Titre : The Pod Generation
- Titre québécois : La Génération Pod
- Réalisation : Sophie Barthes
- Scénario : Sophie Barthes
- Musique : Astrid Gomez-Montoya et Rebecca Delannet
- Décors :
- Costumes :
- Photographie : Andrij Parekh
- Son :
- Montage :
- Production : Yann Zenou et Geneviève Lemal
  - Productrice déléguée : Emilia Clarke
- Sociétés de production : Quad Films et Scope Pictures
- Société de distribution : Jour2fête
- Pays de production :  France,  Belgique et  États-Unis
- Langue originale : anglais
- Format :
- Genre : Comédie romantique et science-fiction
- Durée : 111 minutes
- Dates de sortie :
  - États-Unis :
    - 19 janvier 2023 (Salt Lake City)
    - 11 août 2023 (en salles)

  - Suisse : 
    - 30 juin 2023 (Festival international du film fantastique de Neuchâtel)
    - 14 septembre 2023 (salle)

  - France : 25 octobre 2023

## Distribution
- Emilia Clarke (VFB : Audrey d'Hulstère) : Rachel
- Chiwetel Ejiofor : Alvy
- Rosalie Craig : la directrice du centre Womb
- Jean-Marc Barr : le fondateur de Pegazus
- Aslin Farrell : la directrice des ressources humaines de Rachel
- Vinette Robinson : Alice
- Jelle De Beule : Ben
- Ken Samuels : le doyen de l'université d'Alvy
- Kathryn Hunter : la guichetière de la poste
- Benedict Landsbert-Noon : Josh
- Jade Wheeler : Anna
- Matthijs van de Sande Bakhuyzen : Peter
- Michelle Sertz Scully : Vera
- Jennifer Schmidt Ferreira : Valerie